# Shylmagoghnar
Shylmagoghnar e холандска atmospheric black metal група, основана от Rachskald и Nimblkorg, към която по-късно се присъединява и Tyrnsarg.

## Дискография
- „Edin in Ashes“

## Състав
- Rachskald – вокал
- Nimblkorg – китара, бас, клавири, барабани, вокал
- Tyrnsarg – китара, резервен вокал, традиционни инструменти